# Kiara Montes
Kiara Victoria Montes García (Lima, 13 de enero de 2001) es una voleibolista peruana. Juega como Punta receptora y su equipo actual es el Regatas Lima de la Liga Peruana de Voleibol Femenino de Perú. Es capitana con la internacional con la Selección femenina de voleibol del Perú

## Clubes
| Club            | País | Temporada            |
| --------------- | ---- | -------------------- |
| Club Sport Real | Perú | 2014/15 - 2019/20    |
| Regatas Lima    | Perú | 2020/21 - actualidad |

## Palmarés
Regatas Lima
- Campeona, Liga Nacional Superior de Voleibol Femenino 2020-21[4]
- Campeona, Liga Nacional Superior de Voleibol Femenino 2021-22[5]
- Campeona, Liga Nacional Superior de Voleibol Femenino 2022-23.[6]